# حارة الثورة الفلسطينية (كريتر)
حارة الثورة الفلسطينية هي إحدى حارات حي السلفي الواقع بمديرية كريتر التابعة لمحافظة عدن، بلغ تعداد سكانها 1147 نسمة حسب تعداد اليمن لعام 2004.